# Marianne Ferber
Marianne A. Ferber, geborene Abeles (* 30. Januar 1923 in Mířkov, Tschechoslowakei; † 11. Mai 2013 in Champaign (Illinois)) war eine US-amerikanische Wirtschaftswissenschaftlerin, Universitäts-Professorin und Autorin zahlreicher Bücher und Beiträge zum Thema Arbeit, Frauen, Gleichberechtigung und Gehältergerechtigkeit.

## Leben
Marianne Ferber wurde 1923 in der Tschechoslowakei als Tochter von Karl Abeles und Elsa Ornstein in eine jüdische Bauernfamilie hineingeboren. Ihre erweiterte Familie emigrierte mit 39 Personen im Jahr 1938 aufgrund drohender Verfolgung durch die Nationalsozialisten aus dem Sudetenland nach Kanada, nachdem der erste Versuch, in die USA zu immigrieren, gescheitert war. Die Gruppe bestand überwiegend aus Landwirten und ließ sich in Branford (Kanada) nieder. Marianne Ferber zog wegen eines Bürojobs später nach Hamilton (Ontario).
1944 erwarb sie ihren Bachelor of Arts an der McMaster University, gefolgt von einem Master of Arts an der Universität Chicago. 1946 heiratete sie Robert Ferber, der ebenfalls an der Universität von Chicago studierte. 1954 erwarb sie mit ihrer Promotion den Doktortitel in Wirtschaftswissenschaften.
Ihre berufliche Laufbahn begann 1946 bei Standard Oil – parallel dazu dozierte sie am Hunter College. 1956 wechselte sie als Dozentin an die University of Illinois und lehrte dort von 1979 bis 1993 als Professorin, unter anderem als Direktorin für Women’s Studies (1980–1983 und 1991–1993). Sie war Mitbegründerin des Women & Gender in Global Perspectives Program  der Universität. Von 1993 bis 1995 hatte sie auf Berufung durch Matina Souretis Horner eine Gastprofessur am Radcliffe College inne.
Sie war Mitbegründerin der International Association for Feminist Economics (IAFFE) und agierte 1995/1996 als Präsidentin derselben.

## Werke
Ferbers Werk umfasst eine Vielzahl von Büchern, Artikeln und Schriften.
Ab den 1970er Jahren legte sie ihren Schwerpunkt auf die Gehaltsunterschiede sowie ungleiche berufliche Entwicklungsperspektiven von Frauen und Männern. In Zusammenarbeit mit der Statistikerin Jane W. Loeb analysierte sie die Löhne des akademischen Personals an ihrer Universität. Die Studie Performance, Rewards, and Perceptions of Sex Discrimination of Male and Female Faculty Members – veröffentlicht 1973 an der Universität Chicago, nachgedruckt als Changing Women in a Changing Society durch J.A. Huber  – zeigte auf, dass das weibliche Universitäts-Personal deutlich geringere Gehälter als Männer erhielt. Seitdem lag der Schwerpunkt ihres Wirkens auf dem Thema „Geschlechterrollen und gerechte Bezahlung von Frauen“ (equal Pay).

## Marianne Ferber Award
Seit 1998 verleiht der Fachbereich Gender and Women's Studies der Universität Illinois jährlich den Marianne Ferber Award.

## Veröffentlichungen (Auswahl)
- mit Julie A. Nelson: Beyond economic man. Feminist theory and economics. University of Chicago Press, Chicago 1993, ISBN 9780226242019.
- mit Jane W. Loeb: Academic couples: problems and promises. University of Illinois Press, Urbana 1997, ISBN 9780252066191.
- Women in the labor market. E. Elgar Pub, Cheltenham, UK Northampton, MA, USA 1998, ISBN 9781858984995.
- mit Julie A. Nelson: Feminist economics today. Beyound economic man. University of Chicago Press, Chicago 2003, ISBN 9780226242071.
- mit Francine D. Blau, Anne E. Winkler: The economics of women, men and work. 7. Auflage, Pearson, Boston 2014, ISBN 9780132992817.